# Haokah
 (novembre 2023).
Améliorez-le ou discutez des points à vérifier. 
 (novembre 2023).

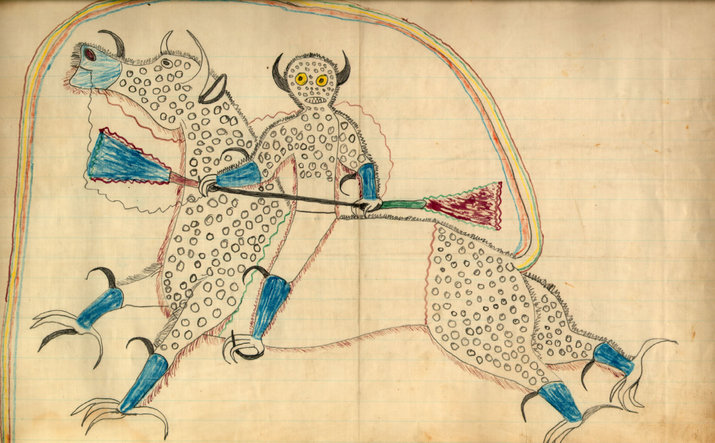
Dessin de Black Hawk se représentant en être du tonnerre.

Haokah (heyókȟa, heyokha) est un être sacré dans la culture du peuple Lakota des Grandes Plaines de l'Amérique du Nord.
Le Haokah est un contrariant, un bouffon et un satiriste qui parle, bouge et réagit d'une manière opposée  à celle des gens qui l'entourent. 
Seuls ceux qui ont eu des visions des êtres du tonnerre de l'ouest, les « Wakíŋyaŋ », et qui sont reconnus comme tels par la communauté, peuvent assumer le rôle cérémoniel du Haokah.
Le Lakota, Black Elk, s'est décrit lui-même comme un Haokah, disant qu'il avait reçu la visite des êtres du tonnerre quand il était enfant.

## Rôle
Le Haokah fait les choses à l'envers ou de façon non conventionnelle - monter un cheval à l'envers, porter des vêtements à l'envers ou parler dans une langue à l'envers. Par exemple, si la nourriture est rare, un Haokah peut s'asseoir et se plaindre d'être rassasié ; pendant une vague de chaleur, un Haokah peut frissonner de froid et mettre des gants et se couvrir d'une épaisse couverture. De même, lorsqu'il gèle, il peut se promener nu, se plaignant qu'il fait trop chaud.
Principalement, le Haokah fonctionne à la fois comme un miroir et comme un enseignant, utilisant des comportements extrêmes pour refléter les autres, et les forçant à examiner leurs propres doutes, peurs, haines et faiblesses. Le Haokah a le pouvoir de guérir la douleur émotionnelle.
Ils jouent également un rôle important dans l'élaboration des codes tribaux. Et ce paradoxalement, en violant les normes et les interdits, ils aident à définir les limites acceptées, les règles et les lignes directrices sociétales en matière de comportement éthique et moral. Ils sont les seuls à pouvoir demander «pourquoi» sur des sujets sensibles ; ils utilisent la satire pour interroger les spécialistes et les porteurs du savoir sacré ou ceux qui occupent des postes de pouvoir et d'autorité.
Seuls ceux qui ont eu des visions des êtres du tonnerre de l'Ouest peuvent agir comme Haokah. Ils ont un pouvoir sacré et ils en partagent une partie avec tout le peuple, mais ils le font par des actions amusantes. Quand une vision vient des êtres du tonnerre de l'Ouest, elle vient avec terreur comme une tempête de tonnerre ; mais quand la tempête de vision est passée, le monde est plus vert et plus heureux ; car partout où la vérité de vision vient sur le monde, elle est comme une pluie. Le monde, voyez-vous, est plus heureux après la terreur de la tempête.
Dans la mythologie lakota, Haokah est aussi un esprit de tonnerre et de foudre. On dit qu'il se sert du vent comme d'une baguette pour battre le tambour du tonnerre. Ses émotions sont dépeintes à l'opposé de la norme ; il rit quand il est triste et pleure quand il est heureux, le froid le fait transpirer et la chaleur le fait trembler. Dans l'art, il est représenté avec deux cornes, ce qui le caractérise comme un esprit de chasse. Dans certaines visions, il apparaît aussi comme un oiseau des neiges, une hirondelle, un cheval, un chien, un faucon nocturne, une grenouille ou une libellule.